# Wet cast
Wet cast – technologia produkcji płaskich elementów wykończeniowych, na przykład płytek elewacyjnych imitujących naturalny kamień, fakturowanej kostki brukowej, ogrodowych płyt chodnikowych.
Technologia ta polega na wylewaniu do specjalnych wibrujących form kauczukowych lub wykonanych z tworzyw sztucznych całkowicie płynnej mieszanki betonowej zawierającej plastyfikatory i barwniki. Dzięki dużej płynności mieszanki betonowej i zastosowaniu odpowiednich wibracji wnika ona do wszystkich zakamarków formy, dzięki czemu można nadać końcowym produktom niemal dowolny kształt i fakturę. Wadą tej metody jest dość długi proces produkcji, gdyż wyschnięcie mieszanki wymaga około 24 godzin, w trakcie których nie można wyciągnąć elementów z formy. Otrzymane elementy muszą następnie być jeszcze kondycjonowane przez około 7 dni.
Konkurencyjna technologia dry cast lub semi dry cast polega na wtłaczaniu pod ciśnieniem półpłynnej lub niemal stałej mieszanki betonowej w stalowe lub drewniane formy. Jest ona tańsza i szybsza, ale nie może być stosowana do bardziej skomplikowanych elementów i daje gorsze odwzorowywanie faktury powierzchni.